# Scopula seclusa
Scopula seclusa är en fjärilsart som beskrevs av Claude Herbulot 1972. Scopula seclusa ingår i släktet Scopula och familjen mätare. Inga underarter finns listade.